# فرودگاه صحرایی فرانکلین (کالیفرنیا)
فرودگاه صحرایی فرانکلین (کالیفرنیا) (به انگلیسی: Franklin Field (California)) یک فرودگاه همگانی است که یک باند فرود آسفالت دارد و طول باند آن ۹۸۸ متر است. این فرودگاه در کشور ایالات متحده آمریکا قرار دارد و در ارتفاع ۶٫۴ متری از سطح دریا واقع شده است.